# Fenouillet (Pirineos Orientales)
Fenouillet en francés y oficialmente, Fenolhet en occitano y Fenollet en catalán , es una localidad y comuna francesa, situada en el departamento de Pirineos Orientales, región de Occitania e histórica de Fenolleda.
Sus habitantes reciben el gentilicio de Fénolhetenc en francés o Fenolledenc, Fenolledenca en catalán.

## Geografía

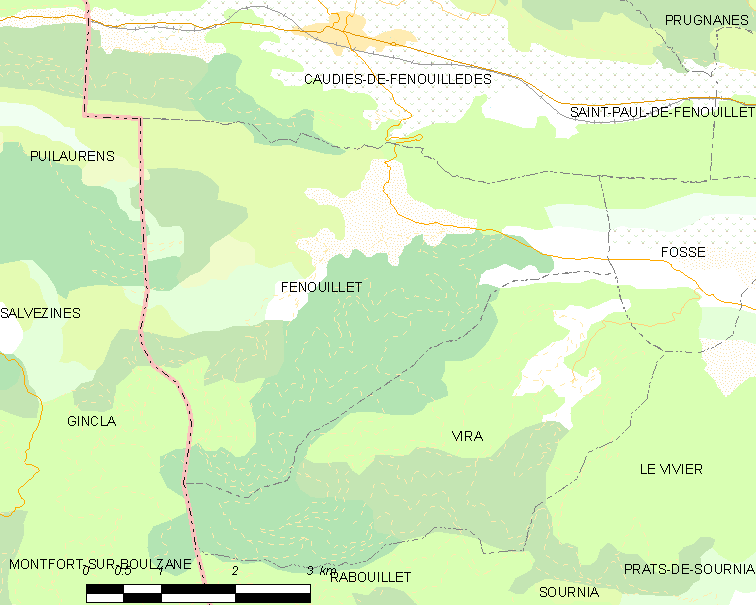
Situación de Fenouillet

## Demografía
| 41 | 56 | 45 | 67 | 76 | 66 |
| Para los censos de 1962 a 1999 la población legal corresponde a la población sin duplicidades (Fuente: INSEE [Consultar]) |    |    |    |    |    |

## Lugares de interés
- El castillo vizcondal de Saint Pierre
- Los vestigios del castillo de Sabarda